# Barney G. Glaser

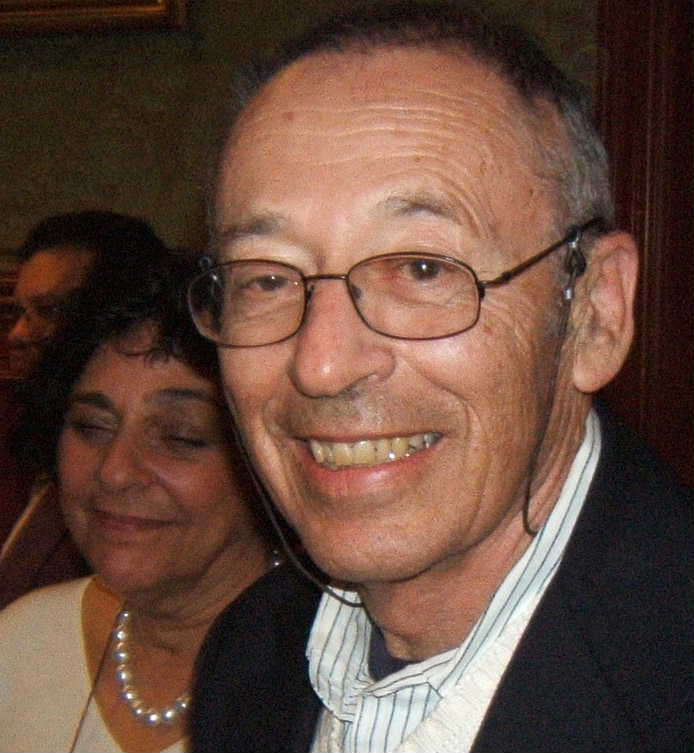
Barney G. Glaser

Barney Galland Glaser (* 27. Februar 1930 in San Francisco; † 30. Januar 2022 in Mill Valley) war ein amerikanischer Soziologe, bekannt für die Mitentwicklung der Grounded-Theory-Methodologie.

## Leben
Barney Glaser wurde in San Francisco geboren und wuchs im Mill Valley auf. Seinen Bachelor of Arts absolvierte er an der Stanford University und erhielt den Abschluss 1952. Er studierte zeitgenössische Literatur an der Universität von Paris und an der Universität Freiburg. An der Columbia University war Glaser ein Schüler von Paul Lazarsfeld und Robert K. Merton. Seine Promotion erfolgte im Jahr 1961. Die Arbeit wurde veröffentlicht als Organizational Scientists: Their Professional Careers. Seine Forschungskollaboration mit Anselm Strauss an der University of California, San Francisco resultierte in dem Band Awareness of Dying (1965).

## Grounded Theory und beruflicher Werdegang
Glaser ist gemeinsam mit Anselm Strauss Verfasser von The Discovery of Grounded Theory (1967). Er war an der Gründung von Sociology Press im Jahr 1970 beteiligt, die spezialisierte auf Grounded-Theory-Methodologien. Darüber veröffentlichte er Theoretical Sensitivity (1978) und mehrere weitere Methodologien und Sammelbände zur Grounded Theory. Er gab weltweit Workshops und Seminare.
Glaser erhielt 1998 die Ehrendoktorwürde von der Universität Stockholm. Im folgenden Jahr gründete er das Grounded Theory Institute. Er war Besitzer von Cascade Acceptance Corporation, deren Insolvenz im Jahr 2009 erfolgte. Er verstarb am 30. Januar 2022 im Mill Valley an Komplikationen der Parkinson-Krankheit.

## Wichtigste Werke
- Awareness of dying (1965, mit Anselm Strauss)

- The Discovery of Grounded Theory (1967, mit Anselm Strauss)
- Theoretical Sensitivity (1978)
- Doing Grounded Theory (1998)